# Mario Bernardo
Mario Bernardo, nome di battaglia "Radiosa Aurora" (Venezia, 22 febbraio 1919 – Bieno, 10 febbraio 2019), è stato un direttore della fotografia e partigiano italiano.

## Biografia
Ufficiale alpino in Alto Adige, l'8 settembre 1943 ritorna a casa dei suoi genitori, a Bieno. Dopo una prima azione militare di tipo partigiano (con un amico era riuscito a sottrarre dell'esplosivo ai fascisti) scappa dalla finestra per non essere arrestato. Partecipa attivamente alla Brigata Gramsci, sulle Vette Feltrine, con il nome di battaglia "Radiosa Aurora". Sopravvissuto ai rastrellamenti dell'estate 1944, rimane attivo nella Divisione Belluno fino all'insurrezione.
Le sue esperienze sono raccolte nel libro Il momento buono, edizioni Ideologie, 1969. Dopo la guerra diventa capo della polizia a Trento. Lascia l'incarico per andare a vivere a Roma, dove si occupa di cinema come sceneggiatore e direttore della fotografia. Come Direttore della fotografia ha collaborato con molti registi italiani. Ha firmato, tra l'altro, le immagini di Comizi d'amore e Uccellacci e Uccellini per Pier Paolo Pasolini.
Negli anni sessanta ha anche diretto la fotografia di diverse opere per la televisione, tra cui Il conte di Montecristo (1966) e Rosso veneziano (1976). Ha insegnato per molti anni tecnica della ripresa al Centro Sperimentale di Cinematografia di Roma. Dal 2003 vive di nuovo a Bieno, in Trentino. Muore a Bieno nel tardo pomeriggio del 10 febbraio 2019, dodici giorni prima di compiere 100 anni.